# Xã Little Valley, Quận McPherson, Kansas
Xã Little Valley (tiếng Anh: Little Valley Township) là một xã thuộc quận McPherson, tiểu bang Kansas, Hoa Kỳ. Năm 2010, dân số của xã này là 409 người.